# Virální obsah
Virální obsah nebo také virál (ze slova virus) je typ obsahu na internetu, který za krátký časový úsek dosáhne vysokého počtu spotřebitelů, nehledě na to, zda-li se jedná o formu psanou, videa či obrázku. Výraz ve spojení s online světem poprvé použil mediální kritik Douglas Rushkoff, který popisoval uživatele jako nakažené virem, kteří jej šíří na další uživatele ve svém okolí. Ke sdílení uživatelé používají v dnešní době především sociální sítě, e-maily a osobní webové stránky.

## Virální média
Virální média slouží k šíření virálního obsahu mezi uživateli. Mezi nejznámější platformy patří např. YouTube, Facebook, Instagram, Twitter nebo TikTok.

### Virální videa
Převzato z článku: Virální video
Virální video nebo také videomem je nejběžnější forma virálního obsahu. Virální video může být vytvořeno jako součást virálního marketingu, ale často to jsou videa, která jsou vytvořena spontánně a lidé je sdílejí kvůli zajímavému obsahu. Většina virálních videí obsahuje humor a spadá do širokých kategorií:

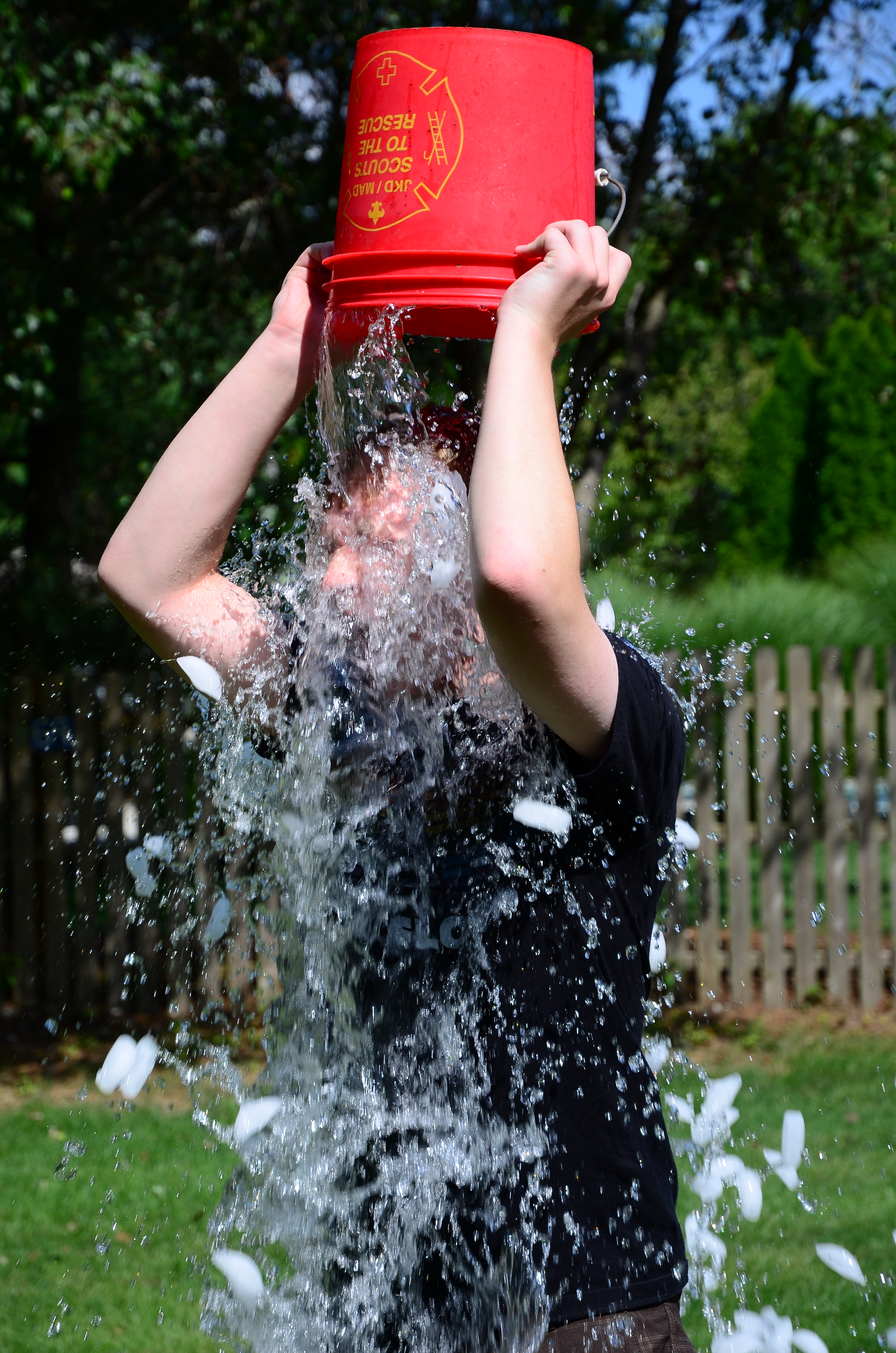
Ice Bucket Challenge

- Neúmyslné: Video, u kterého tvůrce nikdy nezamýšlel, aby se stalo virální. Takové video může být zveřejněno tvůrcem nebo sdíleno s přáteli, kteří pak obsah šířili dál.
- Humorné: Video, které bylo vytvořeno za účelem pobavení lidí. Pokud je video dostatečně vtipné, rozšíří se.
- Propagační: Video navržené tak, aby se stalo virální s marketingovým sdělením ke zvýšení povědomí o značce. Propagační virální video spadá pod virální marketingové praktiky.[3]
- Charita: Video vytvořeno a šířeno za účelem shromažďování darů. Například výzva Ice Bucket byla hitem sociálních sítí v létě 2014.[4]
- Umělecká představení: Video vytvořené umělci s cílem upozornit na problém, vyjádřit myšlenky a svobodu kreativity.
- Politické: Virální video je mocným nástrojem politiků ke zvýšení jejich popularity.

Mezi celosvětově nejznámější virální videa patří hudební videoklip Gangnam Style od jihokorejského zpěváka PSY, který jako první překonal na YouTube hranici jedné miliardy zhlédnutí. 

### Virální obrázky
Virální obrázky jsou grafiky, obrázky a grafy sdílené převážně na sociálních sítích nebo v e-mailech. Někdy jsou tyto obrázky předávány na sociálních sítích tak široce, že je téměř nemožné určit původní zdroj.

#### Mem (meme)
Mem je jednotka kulturní informace šířené imitací. Slovo zavedl Richard Dawkins ve své knize The Selfish Gene jako pokus vysvětlit memetiku, neboli jak se myšlenky replikují, mutují a vyvíjejí. Vytvoření internetu umožnilo uživatelům vybírat a sdílet obsah mezi sebou elektronicky, což poskytuje nové, rychlejší a decentralizovanější kontrolované kanály pro šíření memů. Uživatelsky přívětivé nástroje pro úpravu fotografií, jako je Photoshop, webové stránky a aplikace pro úpravu obrázků, usnadnily vytváření memů, kde je oblíbený obrázek překrytý různými vtipnými textovými frázemi. Tyto memy jsou obvykle vytvořeny pomocí písma Impact. 

#### Explicitní fotografie
Fotografie, která obsahuje částečnou nebo úplnou nahotu. Sdílí se na sociálních sítích, ať už s vědomím osob na fotografii, či bez něj. Například fotografie nahého univerzitního týmu volejbalistek z Wisconsinu, která kolovala internetem v roce 2022.

#### Fotografie celebrit
Fotografie celebrit jsou oblíbené zejména na sociálních sítích. Pomocí velkého počtu fanoušků se tyto fotografie rychle šíří, označují se jako "to se mi líbí" a komentují. Často se jedná o obrázky s šokujícími informacemi či odhalením.